# Богдан Богданов (награда)
Наградата за хуманитаристика „Богдан Богданов“ е учредена на 5 декември 2016 г. от Настоятелството на Нов български университет в памет на проф. Богдан Богданов – създател на НБУ, класически филолог, учен в областта на науките за човека и обществото, писател, преподавател, обществена фигура в областта на изкуството и културата и университетски мениджър.
Наградата се връчва ежегодно на 2 ноември, рождената дата на проф. Богдан Богданов.
Наградата е за постижения в сферата на хуманитаристиката и се присъжда на лица, които пресъздават и популяризират идеите, споделяни от проф. Богдан Богданов. Тя е национална награда и е за постижения в български контекст.
Наградата се определя на конкурсен принцип и се връчва на тържествена церемония в НБУ. Кандидатите могат да подадат лично документи или да бъдат номинирани (с изрично тяхно съгласие) от други лица, комитети или организации.
Материалното изражение на наградата се състои от плакет, диплом и парична сума от 10 000 лв. Журито може да присъди и поощрителна награда от 4000 лв.
Статутът, съставът на журито, процедурата за кандидатстване, сроковете, формулярът за кандидатстване, номинираните и лауреатите се посочват в официалния сайт на НБУ.
Наградата се определя от Журито и се връчва от Председателя на Настоятелството на НБУ.
Съставът и председателят на журито се определят от Председателския съвет на НБУ. Членовете на журито не могат да бъдат номинирани.
Журито взима решение с квалифицирано мнозинство и при обявяване на наградата оповестява мотивите си.

## Лауреати
- 2017 – Борис Христов[2]
- 2018 – Михаил Неделчев[3][4][5]
- 2019 – Георги Гочев и Снежина Петрова[6][7]
- 2020 – Найден Тодоров[8][9]
- 2021 – Георги Фотев[10][11][12][13]
- 2022 – Цочо Бояджиев[14][15][16]
- 2023 – Райна Кабаиванска[17][18]
- 2024 – Ивайло Търнев[19]

- Борис Христов
- Михаил Неделчев
- Георги Гочев
- Снежина Петрова
- Найден Тодоров
- Георги Фотев
- Райна Кабаиванска